# Robert Reck
Robert Reck (* 1983 in Osterburg) ist ein deutscher Kommunalpolitiker (parteilos). Er ist seit August 2021 Oberbürgermeister der kreisfreien Stadt Dessau-Roßlau.

## Leben
Reck wuchs in Beuster auf und besuchte das Winckelmann-Gymnasium in Seehausen, an dem er 2002 das Abitur ablegte. Er leistete Wehrdienst in Schleswig und studierte im Anschluss Wirtschaft und Ingenieurwesen an den Technischen Universitäten in Braunschweig und Dresden. Das Studium schloss er mit dem Diplom als Wirtschaftsingenieur im Bereich Wirtschaftsprüfung und Betriebswirtschaftliche Steuerlehre ab. Als Doktorand an der Universität Mannheim absolvierte er einen Auslandsaufenthalt an der Lancaster University und zum Ende seines Hauptstudiums an der TU Dresden ein Auslandspraktikum beim Verwaltungsleiter mit regionalem Fachauftrag für die Region Südostasien-Australien-Neuseeland beim Goethe-Institut in Jakarta. Ab 2008 war er akademischer Mitarbeiter an der Universität Mannheim, an der er 2014 die Disputation abschloss und 2015 mit dem Thema Kultur und Sprache im Geschäftsbericht promoviert wurde.
Reck wurde 2012 als parteiloser Kandidat mit Unterstützung der SPD zum Bürgermeister der Verbandsgemeinde Seehausen gewählt und übte das Amt ab 2013 drei Jahre lang aus. Ab 2016 war er Beigeordneter für Wirtschaft, Kultur und Sport in Dessau-Roßlau. Bei der Oberbürgermeisterwahl am 6. Juni 2021 trat er ebenfalls als parteiloser Kandidat an. Am 27. Juni 2021 gewann er die Stichwahl gegen den CDU-Kandidaten Eiko Adamek; auf Reck entfielen 73,87 Prozent, auf Adamek 26,13 Prozent der Stimmen. Am 21. Juli 2021 wurde er als Nachfolger von Peter Kuras vereidigt und am 1. August 2021 trat er das Amt als Oberbürgermeister der Stadt Dessau-Roßlau an.

## Schriften
- Kultur und Sprache im Geschäftsbericht. Gestaltung von Textinformationen. Springer Gabler, Wiesbaden 2016, ISBN 978-3-658-11412-1 (zugleich Dissertation, Universität Mannheim 2015).